# 消費接点
消費接点（しょうひせってん、英: consumption junction）は、消費者が競合する技術に対して選択を行う時間と場所を指す。消費者を中心に据えた分析として、社会技術ネットワークの内側から観測することを特徴とする。コーワン（R.S. Cowan）はこの概念を用い、消費者が巻き込まれている関係性ネットワークの技術史的分析により、発明やイノベーション、開発や生産ではなく、技術の普及という最終段階におけるブラックボックスを開くことができるとした。
かつて、鋳鉄ストーブは調理と暖房の両方に用いられていたが、やがて暖房用ストーブが暖炉に置き換えられるなど、別々の器具として発展した。誰がいつ、いくらでストーブを売ったのか、卸売業者はいたのか、どのようにストーブが運ばれたのか、それらは家庭内で日常どのように使われたのか、といったことに着目すると、最終的に家庭でストーブが消費されるまで様々な関係者による多層的な消費構造が分かる。それを視覚的に表現するため、コーワンは小さいものから順に家庭・小売・卸売・製造・政府領域として同心円を配置した図中に、ストーブ製造・販売業者のほか、ガスや石炭の供給業者、住宅販売業者、建設業者などによる関係性を描き出し、一方が他方の消費者になっており、意思決定がなされている様子をネットワークとして示した。